# Chitra chitra
Chitra chitra é uma espécie de tartaruga da família Trionychidae.
Pode ser encontrada nos seguintes países: Indonésia, possivelmente Malásia e Tailândia.